# Día Mundial de la Obesidad
El Día Mundial de la Obesidad es una jornada de sensibilización que originalmente se celebraba el 11 de octubre pero desde el 2020 se realiza el 4 de marzo, fue establecida por la Federación Mundial de la Obesidad en el 2015.

## Proclamación
El Día Mundial de la Obesidad, establecido en 2015 por la Federación Mundial de la Obesidad (World Obesity), marcó un hito en la lucha global contra esta crisis sanitaria. Originalmente celebrado el 11 de octubre, su fecha se cambió al 4 de marzo en 2020 para alinear mejor las iniciativas de salud a nivel mundial.
Desde su instauración, el Día Mundial de la Obesidad ha unificado esfuerzos internacionales, impulsando la colaboración entre diversas organizaciones para desarrollar estrategias conjuntas que aborden la complejidad de la obesidad. El Día Mundial de la Obesidad en Europa, celebrado de forma simultánea y que tenía sus antecedentes en iniciativas regionales que desde 2010 habían sido reconocidas por su impacto, ejemplifica un modelo de trabajo conjunto que potencia la efectividad de las acciones contra la obesidad.
Además, este enfoque colaborativo se intensificó en 2021 mediante la creación del Grupo Asesor Global, reuniendo entidades de todos los continentes para asegurar que las campañas sean inclusivas y representativas.

## Celebración
Se celebra anualmente el 4 de marzo, elegido para alinear mejor las iniciativas de sensibilización sobre la obesidad con otros eventos globales de salud. Desde su inicio, ha tenido diversos temas, como la obesidad infantil y la intervención temprana, y busca aumentar la conciencia sobre el impacto de la obesidad en la salud y la sociedad. Las campañas anuales invitan a la reflexión y la acción colectiva. Esta conmemoración busca confrontar la crisis de la obesidad con soluciones prácticas, promoviendo cambios en políticas públicas y estimulando hábitos saludables entre la población.

## Temas
- 2015:  Día Mundial de la Obesidad[4]
- 2016: Urgente acción gubernamental contra la obesidad infantil[5][6]
- 2017: Invertir en servicios de tratamiento para apoyar a las personas afectadas por la obesidad[7]
- 2018: Acabar con el estigma del peso[8]
- 2020: Las raíces de la obesidad son profundas[9]
- 2021: Todos necesitamos a todos[10]
- 2022: Todos necesitamos actuar[11]
- 2023: Cambiando Perspectivas: Hablemos Sobre la Obesidad[12]
- 2024: Hablemos de obesidad y...[13]